# Kalleh Mazandaran Volley-ball Club
Le Kalleh Volleyball Club est un club iranien de volley-ball fondé en 1989 et basé à Amol qui évolue dans la ligue professionnelle iranienne. Comme son nom l'indique, ce club appartient au groupe agroalimentaire Kalleh.
Plusieurs années champion d'Iran, Kalleh Volleyball Club fut également champion d'Asie en 2013. 
Le club possède un projet très structuré concernant son centre de formation. Contrairement aux autres clubs connus du continent asiatique, le Kalleh Volleyball Club investit la grande majorité de son budget pour ces nombreux centres de formations (Coachs reconnu à l'International, infrastructures, équipements, organisation de tournois à l'échelle national et international,..) 
On peut notamment souligner le projet de construction du Kalleh Stadium, qui est prévu pour fin 2018. Ce stade couvert, unique au moyen orient, a une capacité de 10 000 places assises. 

## Palmarès
- Championnat masculin AVC des clubs (2)
- Vainqueur : 2013
- Troisième : 2012

- Championnat d'Iran (5)
- Vainqueur : 2011-12, 2012-13
- Deuxième : 2013-14
- Troisième : 2009-10, 2010-11